# Soda (grupo musical)
Soda foi uma banda norueguesa de bubblegum dance/eurodance composto pelos membros Anne-J, Geir, Glenn, Papa Kwesi e Frank em 1997. Seus principais hits são "Summer Delight", do álbum de 1999 Sodapop e "Paradise" do álbum de 2000 Popcorn. Em 2001, o lançamento do terceiro álbum da banda, "Popaholic", viu a introdução de uma nova vocalista, Kine Westvik, que substituiu a cantora original, Anne J, dos álbuns anteriores. O motivo da saída de Anne J de Soda é desconhecido.

## História

### 1997-1999: Primeiro/Segundo álbum & Sucesso
No dia 15 de março de 1999, o Soda lançou seu primeiro álbum "Sodapop". O álbum foi gravado em Trondheim, no famoso Westside Studios, produzido por Thomas Ekle e Jan, e no Brygga Studios, produzido por Ulf Risnes, entre agosto de 1998 e fevereiro de 1999. Sodapop continha 13 faixas de dance-pop. A maioria das músicas foi escrita por Geir, Frank e Anne J. Após o seu lançamento, ele foi direto para o números 3 nas paradas de álbuns na Noruega, e ficou lá por algum tempo. Na Noruega, as vendas foram de platina. "Handsome" foi o primeiro single previsto para ser lançado nos EUA. Já foi um grande sucesso em seu país natal, a Noruega, o single tinha grandes esperanças para Soda. A música e seus remixes prometeram abrir os olhos do mundo para Soda e seus ritmos amigáveis.
Soda planejava lançar uma estréia americana auto-intitulada em abril de 2001, com músicas que já eram incrivelmente populares na Escandinávia. Em julho de 2000, o Soda lançou seu segundo álbum "Popcorn". Permaneceu 12 semanas nos gráficos de vendas, alcançando o 11º lugar na melhor posição. O próximo CD a ser lançado foi "Hey You", que foi remixado para reprodução no rádio. Incluído no single estava uma versão de karaokê e um vídeo "ao vivo" gravado no "Samfundet" em Trondheim, Noruega.

### 2000-2002: Mudanças de membros & terceiro álbum
Por volta de 2001, Anne J e Papa Kwesi deixaram Soda, nunca foi revelado o real motivo de eles ter deixado o grupo. após algumas pesquisas, descobriram Kine Westvik da Noruega. Juntamente com um novo produtor chamado Heartman, o grupo começou a trabalhar duro gravando novo material para seu terceiro álbum de estúdio. O primeiro single do álbum foi "Hurricane", marcando seu retorno à cena musical. "Born To Love You" foi o próximo single e mostrou o incrível talento de Kine. O terceiro álbum de Soda, intitulado "Popaholic", foi lançado em 2002. Mais esse álbum não obteve a mesma audiência do que seus dois álbuns anteriormente lançados.

## Discografia

### Álbuns
- 1999: Sodapop
- 2000: Popcorn
- 2001: Popaholic

### Singles
- "I Wanna Be (The One)" (1997)
- "Summer Delight" (1998)
- "Forever" (1998)
- "2 Cool 2 B Cool" (1999)
- "Hey You" (1999)
- "Saturnight" (1999)
- "Paradise" (2000)
- "Handsome" (2000)
- "Hurricane" (2001)
- "Born To Love You" (2002)
- "So Good"[2] (2002)

## Ligações Externas
- "Soda" no Discogs